# Gama Bomb
A Gama Bomb ír thrash metal együttes.

## Története
2002-ben alakultak meg Newry-ben. Lemezeiket az Earache Records és az AFM Records kiadók jelentetik meg. Joe MacGuigan basszusgitáros, Philly Byrne énekes és Luke Graham gitáros alapították. Legelső demójukat megalakulásuk évében dobták piacra, melyre rögtön felfigyeltek a metal rajongók. Híresek lettek látványos színpadi show-jaikról is, melyeken Byrne kalóznak, tudósnak, szakácsnak vagy hasonlónak öltözött és a Tini Nindzsa Teknőcök főcímdalának thrash metal feldolgozásával is hírnevet vívtak ki maguknak. Első nagylemezük 2006-ban került piacra. Ezeken kívül még négy stúdióalbumot tartalmaz az együttes diszkográfiája. Fő zenei hatásukként a Nuclear Assault, Kreator, Agent Steel, Sodom, Slayer, Megadeth zenekarokat jelölték meg.
A rajongók a "thrash metal reneszánsz" mozgalom képviselőinek tekintik, az Evile, Havok, Warbringer zenekarokkal együtt. Szövegeikre nagy mértékben jellemző a humor. Témáik: zombik, szörnyek, videojátékok, háború. Magyarországon eddig egyszer koncerteztek, 2016-ban a Dürer Kertben, a "For Good" és a "Dick Dögless" zenekarokkal.

## Tagok
- Philly Byrne - éneklés
- Joe McGuigan - basszusgitár
- John Roche - gitár
- Domo Dixon - gitár
- Paul Caffrey - dobok

## Diszkográfia
- Survival of the Fastest (2006)
- Citizen Brain (2008)
- Tales from the Grave in Space (2009)
- The Terror Tapes (2013)
- Untouchable Glory (2015)
- Speed Between the Lines (2018)
- Bats (2023)